# پل اسلون
پل اسلون (به انگلیسی: Paul Sloan) متولد ۲۹ مارس ۱۹۷۰ بازیگر و فیلم‌نامه‌نویس آمریکایی است.

## گزیده آثار
- خفه‌کننده (۲۰۰۵-بازیگر)
- ماشین (۲۰۰۶-بازیگر)
- دشنه (۲۰۰۸-نویسنده)
- به قهرمان شلیک کنید! (۲۰۱۰-بازیگر)
- شکارچیان شب (۲۰۱۵-نویسنده)
- خاطرات ویژیلانته (۲۰۱۶-نویسنده)
- من خشمگین هستم (۲۰۱۶-نویسنده و بازیگر)
- تا آخرین نفرشان (۲۰۲۱-بازیگر)[۲][۳]
- بخش هشت (۲۰۲۲-بازیگر)